# Palmorchis caxiuanensis
Palmorchis caxiuanensis là một loài thực vật có hoa trong họ Lan. Loài này được Rocha, S.S.Almeida & Freitas mô tả khoa học đầu tiên năm 2006.